# Носівська сотня
Носівська сотня — адміністративно-територіальна і військова одиниця Ніжинського, та пізніше Київського полку Гетьманщини. Центр — містечко Носівка.

## Історія
Сотня виникла влітку 1648 року, як підрозділ Ніжинського полку. Офіційно закріплена за ним у кількості 99 козаків Зборівським реєстром 16 жовтня 1649 року. 
У 1687 році гетьман Іван Мазепа передав сотню до складу Київського полку, у якому сотня перебувала аж до ліквідації полкового устрою на Лівобережній Україні. Після чого територія сотні була розділена між Козелецьким повітом Київського намісництва та Ніжинським повітом Чернігівського намісництва.

## Сотенна старшинаНосівської сотні

### Сотники
- Єдута Опанас (? — 1649 — ?, і кобижанський)
- Мозиря Іван Якович (? — 1666 — ?)
- Самокиш Панко (? — 1670 — ?)
- Мартинович Артем (? — 1672 — ?)
- Шаула Семен (? — 1675)
- Шаула Федір Семенович (1675 — 1682 — ?, повний; 1687, нак.)
- Лихолітко Лаврін Антонович (? — 1689—1691 — ?)
- Федоренко Мисько (1691 — ?)
- Кошовий Гаврило (1691, нак.)
- Шаула Федір Семенович (? — 1694 — ?)
- Турик Роман (? — 1700—1701 — ?)
- Шаула Семен Федорович (? — 1707—1709 — ?; ? — 1718—1719)
- Билима Трохим (1719—1721 — ?)
- Прутянул Іван (? — 1721 — ?)
- Билина Трохим (? — 1723—1727 — ?)
- Шаула Іван Прокопович (1727 — ?)
- Прутянул Іван (? — 1729 — ?)
- Шаула Роман (? — 1733 — ?)
- Конашевич (нак.)
- Шаула Іван Прокопович (? — 1735)
- Турик Роман (1735, нак)
- Шаула Карпо Семенович (1735—1764)
- Шаула Яків Семенович (1736, 1738, нак.)
- Закревський Василь (1738, нак.)
- Галянський Іван (1738, нак.)
- Ілляшенко Пилип (1739, нак.)
- Пачун Матвій (1746, нак.)
- Шаула Андрій Якович (1767, нак.)
- Шаула Іван Карпович (1770—3782)
- Тарасенко М. (1778)

### Отамани
- Іовенко Васько (? — 1670 — ?)
- Самокиш Панко (? — 1677 — ?)
- Ніс Ярема (? — 1678 — ?)
- Супруненко Григорій (? — 1683—1691 — ?)
- Єдута Опанас (? — 1684 — ?)
- Яковенко Іван (? — 1694 — ?)
- Бородавка Григорій (? — 1700 — ?)
- Билина Трохим (? — 1701 — ?)
- Рожовець Василь (? — 1707 — ?)
- Солошин Григорій за сотника Трохима Билини, Шемет Іван (? — 1725 — ?)
- Коломийченко Роман (? — 1726 — ?)
- Бородавка Іван (? — 1727 — ?)
- Руденко Микита (? — 1732 — ?)
- Турик Роман (? — 1735 — ?)
- Наливайко Прокіп (? — 1737)
- Закревський Василь (? — 1738 — ?)
- Турик Роман (? — 1741 — ?)
- Щупак Іван (? — ран. 1743)
- Шаула Данило (? — 1746 — ?)
- Турик Григорій (1749, нак.)
- Чепурний (? — 1767)
- Турик Семен Григорович (1767—1770)
- Турик Олексій Григорович (1770—1773)
- Мандрика Дмитро Дмитрович (1775—1779 — ?)

### Писарі
- Петрович Марко (? — 1694—1705 — ?)
- Дмитрієвич Пантелеймон,
- Семенович Степан (? — 1719 — ?)
- Зененко Семен (? — 1735 — ?)
- Ковалевський Михайло (? — 1738 — ?)
- Андрієвський Козьма (? — 1741 — ?)
- Шульжинський Андрій (? — 1745—1749 — ?)
- Лукашевич Михайло (? — 1768)
- Говоруха Павло (1768—1772 — ?)
- Пінчук Семен (1777—1779 — ?)

### Осавули
- Малошевич Осиним (1750—1756)
- Ставка Матвій (? — 1756)
- Іван (1771—1773)
- Єрін Федір (1773—1779 — ?)

### Хорунжі
- Билима Трохим (? — 1719)
- Падун Матвій (? — 1741—1749 — ?)
- Іван (1770—1771)
- Москаленко Наум (1773—1779 — ?)

## Опис Носівської сотні (частковий)
За описом Київського намісництва 1781 року наявні наступні дані про три населені пункти Носівської сотні напередодні ліквідації:
| Населені пункти Носівської сотні                          | Дворян і шляхетства | Різночинців | Духовенства | Церковників | Греків | Хат              | Хат                   | Хат   | Хат                                        | Хат                                                           | Всього | Всього                             |
| --------------------------------------------------------- | ------------------- | ----------- | ----------- | ----------- | ------ | ---------------- | --------------------- | ----- | ------------------------------------------ | ------------------------------------------------------------- | ------ | ---------------------------------- |
| Населені пункти Носівської сотні                          | Дворян і шляхетства | Різночинців | Духовенства | Церковників | Греків | козаків виборних | козаків підпомічників | міщан | посполитих коронних, в тому числі рангових | посполитих власницьких, різночинських і козацьких підсусідків | хат    | за останньою 1764 року ревізії душ |
| Відійшли до Козелецького повіту (Київського намісництва): |                     |             |             |             |        |                  |                       |       |                                            |                                                               |        |                                    |
| село Козари                                               | 2                   | —           | 2           | 2           | —      | 17               | 54                    | —     | 88                                         | 32                                                            | 191    | 426                                |
| село Адамівка його сіятельства графа Розумовського        | 1                   | 2           | 1           | 2           | —      | 2                | 24                    | —     | —                                          | 54                                                            | 30     | —                                  |
| село Іржавець                                             | —                   | —           | 1           | 2           | —      | —                | 20                    | —     | 67                                         | 5                                                             | 92     | —                                  |
| Разом у частині сотні Носівської                          | 3                   | 2           | 4           | 6           | —      | 19               | 98                    | —     | 115                                        | 91                                                            | 363    | 821                                |